# Skarðsfjörður
Der Skarðsfjörður ist eine Bucht an der Südküste im Osten von Island.
Diese Bucht liegt östlich der Stadt Höfn hinter der Nehrung Austurfjörur westlich von Stokksnes.
Die Bucht ist etwa 10 Kilometer breit und reicht 5 Kilometer weit in das Land.
Ihren Namen (deutsch „Passfjord“) hat sie vom (Berg-)Pass Almannaskarð, der ehemals steilsten Stelle der Ringstraße .
Im westlichen Teil der Bucht liegen eine Anzahl kleiner Inseln.